# 弗農鎮區 (愛荷華州賴特縣)
弗農鎮區（英語：Vernon Township）是位於美國愛荷華州賴特縣的一個行政鎮區。

## 地方資料
根據2010年美國人口普查的數據，弗農鎮區的面積為93.56平方千米，當中陸地面積為93.50平方千米，而水域面積為0.06平方千米。當地共有人口103人，而人口密度為每平方千米1.1人。